# Jan Lammers
Pour les articles homonymes, voir Lammers.
Johannes « Jan » Lammers, né le 2 juin 1956 à Zandvoort (Pays-Bas), est un pilote automobile néerlandais.

## Biographie
Révélé par son titre de champion d'Europe de Formule 3 en 1978, Jan Lammers accède la saison suivante à la Formule 1 au sein de l'écurie Shadow. Les saisons suivantes, il pilote pour les modestes équipes ATS, Ensign et Theodore Racing, sans parvenir à inscrire le moindre point.
Sans volant en F1 à l'issue de la saison 1982, il tente sa chance aux États-Unis dans le championnat CART, avant de se reconvertir dans les épreuves d'Endurance. Cette seconde carrière culmine avec son succès aux 24 Heures du Mans 1988 au volant d'une Jaguar du Tom Walkinshaw Racing.
En 1992, Lammers effectue un retour surprise en F1 et dispute les deux dernières courses de la saison pour le compte de l'écurie March. À cette occasion, il bat le record du plus long écart de temps entre deux participations en F1, plus de 10 ans séparant le GP des Pays-Bas 1982 du GP du Japon 1992. Dans la foulée, Lammers signe un contrat avec March pour la saison 1993, mais l'écurie, minée par des problèmes financiers, doit fermer ses portes au cours de l'hiver.
De retour en endurance, Lammers fonde au début des années 2000 sa propre équipe de course, baptisée Racing for Holland, avec laquelle il continue de participer régulièrement aux 24 Heures du Mans et aux épreuves du championnat Le Mans Series. Par le biais de Racing for Holland, Lammers est également propriétaire de la franchise néerlandaise de A1 Grand Prix.

## Palmarès
- 1973 : Champion des Pays-Bas de Supertourisme (Simca, 4 victoires à Zandvoort[1])
- 1978 : Champion d'Europe de Formule 3 (Toyota, 4 victoires, à Zandvoort, Monza, Dijon et Karskoga[2])
- 1983 : Vainqueur de la Coupe d'Europe Renault 5 Turbo (4 victoires)
- 1984 : Vainqueur de la Coupe d'Europe Renault 5 Turbo (7 victoires), vainqueur des 1 000 kilomètres de Brands Hatch (Porsche)
- 1987 : Vice-champion du Monde de Sportscar (Jaguar), vainqueur des 360 kilomètres de Jarama, des 1 000 kilomètres de Monza et des 1 000 kilomètres de Fuji (sur Jaguar)
- 1988 : Vainqueur des 24 heures de Daytona, des 24 Heures du Mans et des 2 Heures del Mar (Jaguar)
- 1989 : Vainqueur des 300 kilomètres de Portland et des 2 Heures del Mar (Jaguar)
- 1990 : Vainqueur des 24 Heures de Daytona et 2e des 24 Heures du Mans (Jaguar)
- 1992 : Champion du Japon de Sport-Prototypes, vainqueur des 1 000 kilomètres de Fuji et des 500 kilomètres de Mine (Toyota)
- 2001 : Vainqueur des 2 Heures 30 du Nürburgring (Dome-Judd)
- 2002 : Champion FIA Sportscar (Dome-Judd, 3 victoires, aux 2 Heures 30 de Brno, Magny-Cours et Dijon)
- 2003 : Champion FIA Sportscar (Dome-Judd, 3 victoires, aux 2 Heures 30 du Lausitzring et de Donington, et aux 500 kilomètres de Monza)
- 2005 : Vainqueur des 6 Heures du Mont-Tremblant (Crawford (en))

## Résultats en championnat du monde de Formule 1
| Saison | Écurie                       | Châssis    | Moteur      | Pneus    | GP disputés | Points inscrits | Classement |
| ------ | ---------------------------- | ---------- | ----------- | -------- | ----------- | --------------- | ---------- |
| 1979   | Samson Shadow Racing Team    | DN9        | Cosworth V8 | Goodyear | 12          | 0               | Nc.        |
| 1980   | Team ATS Unipart Racing Team | D3 D4 N180 | Cosworth V8 | Goodyear | 6           | 0               | Nc.        |
| 1981   | Team ATS                     | D4 D5      | Cosworth V8 | Michelin | 2           | 0               | Nc.        |
| 1982   | Theodore Racing Team         | TY02       | Cosworth V8 | Goodyear | 1           | 0               | Nc.        |
| 1992   | March F1                     | CG911B     | Ilmor V10   | Goodyear | 2           | 0               | Nc.        |

## Résultats aux 24 Heures du Mans

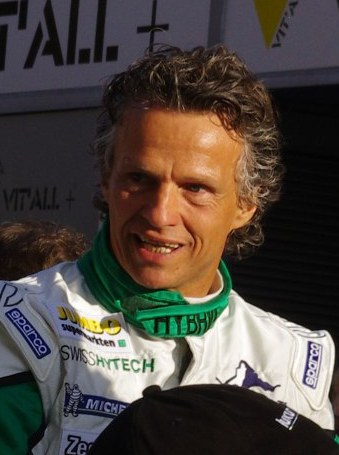
Jan Lammers lors de la parade des 24 Heures du Mans 2011.

| Année | Voiture                      | Équipe                                 | Équipiers                             | Résultat  |
| ----- | ---------------------------- | -------------------------------------- | ------------------------------------- | --------- |
| 1983  | Porsche 956                  | GTi Engineering                        | Jonathan Palmer / Richard Lloyd (en)  | 8e        |
| 1984  | Porsche 956                  | GTi Engineering                        | Jonathan Palmer                       | Abandon   |
| 1987  | Jaguar XJR-8                 | Silk Cut Jaguar TWR                    | Raul Boesel / Eddie Cheever           | 5e        |
| 1988  | Jaguar XJR-9LM               | Silk Cut Jaguar TWR                    | Johnny Dumfries / Andy Wallace        | Vainqueur |
| 1989  | Jaguar XJR-9LM               | Silk Cut Jaguar TWR                    | Andrew Gilbert-Scott / Patrick Tambay | 4e        |
| 1990  | Jaguar XJR-12                | Silk Cut Jaguar TWR                    | Franz Konrad / Andy Wallace           | 2e        |
| 1992  | Toyota TS010                 | Toyota Team Tom's                      | Teo Fabi / Andy Wallace               | 8e        |
| 1993  | Toyota TS010                 | Toyota Team Tom's                      | Juan Manuel Fangio II / Geoff Lees    | 8e        |
| 1996  | Courage C36-Porsche          | Courage Compétition                    | Mario Andretti / Derek Warwick        | 13e       |
| 1997  | Lotus Elise GT1              | GT1 Lotus Racing                       | Alexander Grau (de) / Mike Hezemans   | Abandon   |
| 1998  | Nissan R390 GT1              | Nissan Motorsports/TWR                 | Érik Comas / Andrea Montermini        | 6e        |
| 1999  | Lola B98/10-Ford             | Racing for Holland/Konrad              | Tom Coronel / Peter Kox               | Abandon   |
| 2000  | Lola B2K/10-Ford             | Racing for Holland/Konrad              | Tom Coronel / Peter Kox               | Abandon   |
| 2001  | Dome S101-Judd               | Racing for Holland                     | Donny Crevels / Val Hillebrand        | Abandon   |
| 2002  | Dome S101-Judd               | Racing for Holland                     | Tom Coronel / Val Hillebrand          | 8e        |
| 2003  | Dome S101-Judd               | Racing for Holland                     | John Bosch / Andy Wallace             | 6e        |
| 2004  | Dome S101-Judd               | Racing for Holland                     | Chris Dyson / Katsutomo Kaneishi (en) | 7e        |
| 2005  | Dome S101-Judd               | Racing for Holland                     | John Bosch / Elton Julian             | 7e        |
| 2006  | Dome S101-Judd               | Racing for Holland                     | Stefan Johansson / Alex Yoong         | Abandon   |
| 2007  | Dome S101.5-Judd             | Racing for Holland                     | Jeroen Bleekemolen / David Hart       | 25e       |
| 2008  | Lola B07/17-Judd             | Charouz Racing System / Team Cytosport | Klaus Graf / Greg Pickett             | Abandon   |
| 2011  | Oreca 01 Swiss HyTech Hybrid | Hope Racing                            | Steve Zacchia / Casper Elgaard        | Abandon   |
| 2017  | Dallara P217                 | Racing Team Nederland                  | Rubens Barrichello / Frits van Eerd   | 13e       |
| 2018  | Dallara P217                 | Racing Team Nederland                  | Giedo van der Garde / Frits van Eerd  | 11e       |

## Autres
Résultats au Rallye Dakar,
- 2010 : Abandon à la 7e étape (copilote Frits van Eerd) sur camion GINAF
- 2011 : 19e sur camion GINAF (copilotes Willem Tijsterman et Gerard van Veenendaal)
- 2013 : 25e sur camion GINAF (copilotes Roelof Koning et Emiel Megens)
- 2014 : Abandon (copilotes Roelof Blankespoor et Thomas de Bois) sur camion GINAF
- 2015 : Abandon (copilotes Daniel Bruinsma et Sven Vogelaar) sur camion GINAF
- 2016 : Abandon (copilotes Emiel Megens et Erik Kofman) sur camion GINAF